# Kolarstwo przełajowe
Kolarstwo przełajowe – rodzaj kolarstwa uprawianego na rowerach
o konstrukcji zbliżonej do rowerów szosowych, a więc na kołach o średnicy felgi 622 mm (700C), ramie pozbawionej elementów amortyzujących i z kierownicą giętą typu „baranek”, lecz rozgrywanego na dość trudnych trasach terenowych obfitujących w liczne przeszkody, które zmuszają zawodnika do schodzenia z roweru i przenoszenia go.

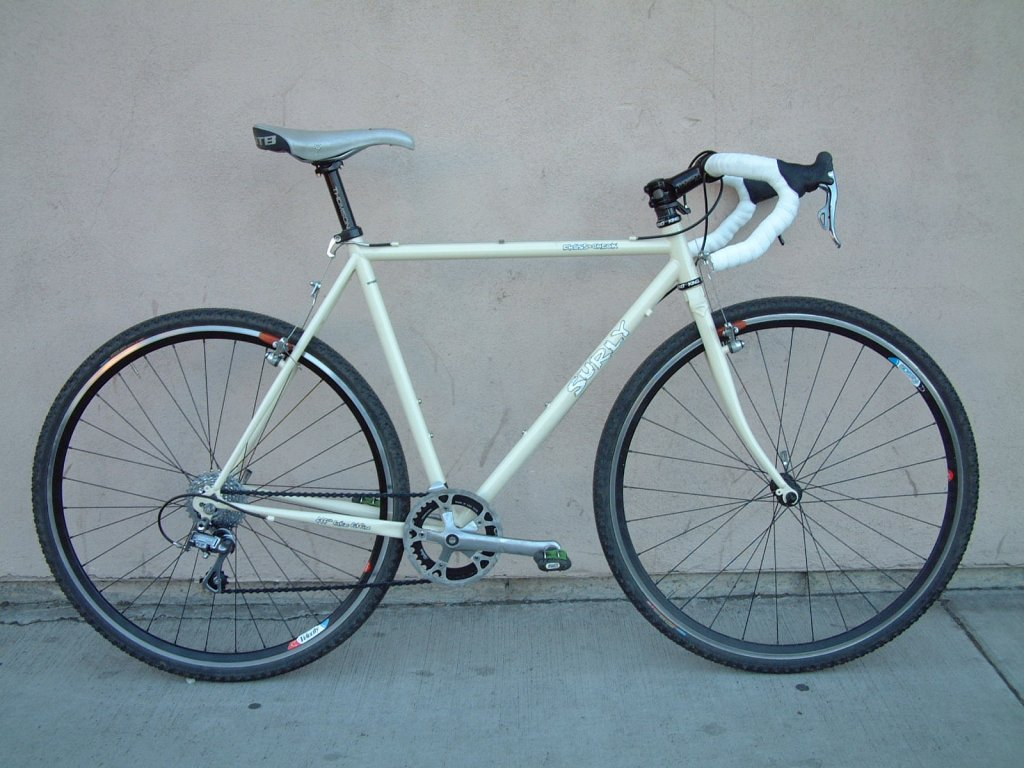
Rower przełajowy

Kolarstwo przełajowe przypomina bardzo klasyczne kolarstwo górskie tzw. Cross-Country.
Oprócz różnic w konstrukcji roweru (koła ISO 622 mm (700c) w kolarstwie przełajowym i koła 26 (ISO 559 mm), 27,5 (ISO 584 mm) lub 29 cali (ISO 622 mm) w Cross-Country) istnieją też inne różnice między tymi dwoma pokrewnymi sportami:
- zarówno koła 700C na wąskich oponach (zgodnie z ustaleniami UCI dotyczącymi wyścigów przełajowych maksymalna dopuszczalna szerokość opon wynosi 33 mm), jak i stosunkowo wysokie przełożenia (choć zazwyczaj niższe niż w kolarstwie szosowym, to dużo wyższe niż w kolarstwie górskim) uniemożliwiają pokonywanie na rowerach sporej części trasy, więc kolarze przełajowi często biegają z rowerami na plecach (co umożliwia mała masa roweru przełajowego), tymczasem kolarze górscy starają się przejeżdżać większość trasy i zsiadają z rowerów tylko w wyjątkowych przypadkach
- kolarze przełajowi mogą wymieniać koła i rowery tylko w korytarzu boksów technicznych.

Kolarstwo przełajowe jest niemal sportem narodowym w Belgii. Sporą popularnością cieszy się także we Francji, Holandii, Niemczech i Czechach. Od połowy lat 90. XX w. w najważniejszych imprezach notuje się wyraźną dominację zawodników belgijskich.